# 背靠背连接
背靠背连接 (英語：Back-to-back connection) 是指将输出设备与相似或相关的输入设备进行直接连接。

## 通信
在通信中，背靠背连接是指不通过传输线将发送器与接收器相连接。通常用来测量和测试，因为背靠背连接可以排除传输通道或者传输介质的影响。
在某些情况下，接收设备的输出将被替代连接至传输设备的输入。

## 电力传输
在电力传输中，背对背连接是指两端位于同一变电所的高压直流输电。通常用来连接异步操作的输电网络，或者在不需要DC传输线的情况下连接不同频率的输电网络。
.

## 电子学
在电子学中, 背对背连接将串联电路中相同或相似的部分与相反的极性进行连接。通常用来将有极性的部分传化为无极性进行使用。